# Черняков, Сергей Анатольевич

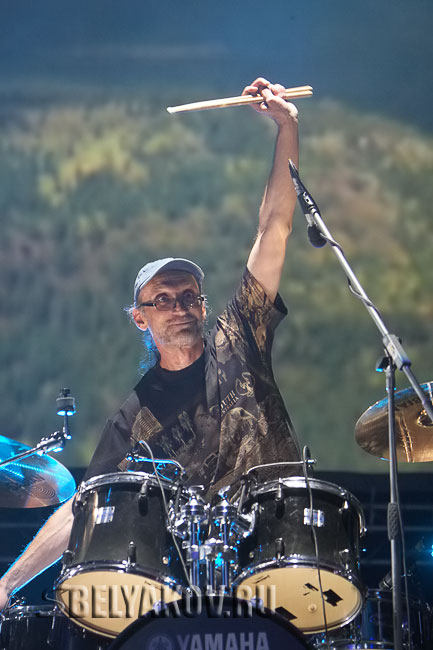
Территория Жизни 26.06.07. Лужники

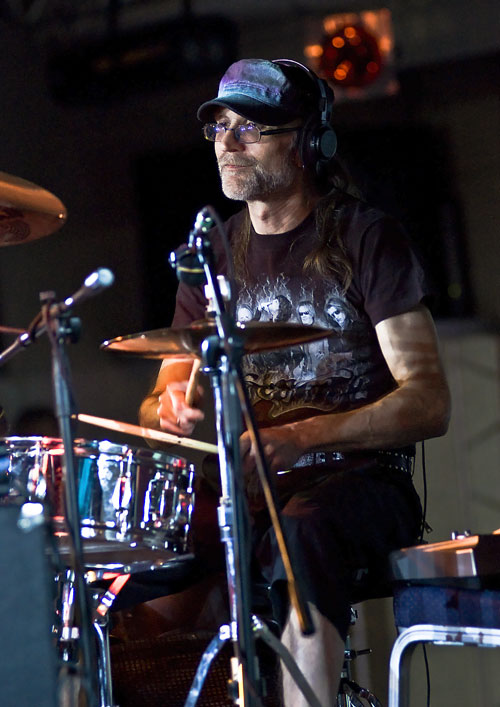
Презентация альбома Игоря Куприянова "Адреналин"

Сергей Анатольевич Черняков (1959, Брянск — 2018, там же) — советский и российский рок-музыкант, барабанщик.

## Биография
Свой творческий путь Сергей Черняков начал в середине 1970-х годов. Окончил Брянское музыкальное училище по классу ударных инструментов. Первый профессиональный коллектив — ВИА «Стожары» (1975—1977). После службы в армии Сергей попадает в коллектив ВИА «Романтики». Потом была работа в команде «Рок-марафон».
Поступает приглашение от ВИА «Лейся, песня». Сергей становится участником ВИА «Лейся, песня» (1982—1984) вместе с Валерием Кипеловым и Николаем Расторгуевым. В составе этого коллектива записывает миньон «Радио — лучше всего».
Сергей принимает приглашение работать в группе «Альфа» (1985—1986). На тот момент в состав входили: Сергей Сарычев, Александр Рыбкин, Сергей Кудишин, Сергей Черняков. Группа часто выступает с концертами в разных городах. Участвует в съемках на Волгоградском ТВ.
В 1986—1988 годы Сергей Черняков являлся участником группы «Чёрный кофе» . В составе группы «Чёрный кофе» Сергей записывает альбом «Светлый металл», миньон «Чёрный кофе», альбом «Переступи порог». Объездив с ЧК весь СССР, съездив на гастроли в Испанию, Сергей уходит из ЧК.
1989 год. Александр Рыбкин и Сергей Черняков создают группу «Рандеву», запись песен, которые потом вошли в альбом «Талисман». Сергей Черняков сотрудничает с исполнителем Вадимом Услановым.
1990 год. Некоторое время Сергей сотрудничает с Ольгой Кормухиной (театр А. Б. Пугачёвой).
Согласно опросам, Сергей Черняков был в числе лучших барабанщиков СССР.
В середине 90-х Черняков участвует в концерте, посвященном 25-летию ВИА «Стожары». Организует концерт памяти гитариста Сергея Кудишина.
1994 год. В апреле 1994 года Сергей открывает своим барабанным соло финал первого брянского рок-смотра в «Дружбе».
1995 год. Сергей Черняков принимает участие в записи альбома группы «Crash».
2004 год. Сергей создает свой сольный проект «Черняков band», коллектив исполняет инструментальную музыку.
Сергей Черняков участвовал как специальный гость в концерте «Чёрного кофе» в Брянске. Сергей принимает участие в кавер-проекте «Old peppers». Группа часто выступает и записывает несколько песен.
2005 год. Черняков участвует в джазовом фестивале в Брянске. Принимает участвует в записи альбома Юрия Юрасова (баян, вокал) «Самолет летит в Россию».
2007 год. В июне Сергей Черняков появляется на рок-сцене в составе группы Игоря Куприянова. Проходит много концертов, в том числе на крупных рок-фестивалях. 16 декабря проходит презентация альбома «Адреналин» группы «Куприянов».
2008 год. Сергей в составе группы «Куприянов» ездит на гастроли и часто выступает в Москве. Летом проходят съёмки клипа «Чёрное солнце». В декабре выходит альбом группы «Куприянов» «Дым над Москвой», в записи песни «Чёрное солнце», которая вошла в этот альбом, принял участие Сергей.
2009 год. Сергей Черняков занимается сольной программой, съёмкой видео, занимается преподавательской деятельностью; работает, как студийный музыкант, с различными исполнителями. Записывает ещё один альбом для Юрия Юрасова «Мы еще живы».
2010 год. Музыкант продолжает работать в студии. В апреле Сергей Черняков выступил на международном конкурсе гитаристов в г. Брянске. В рамках этого фестиваля состоялся джем группы Дмитрия Малолетова и Сергея Чернякова. Записывает альбом для Игоря Лучина, известного в музыкальном мире, как основателя стиля бард-рок. Вместе с Сергеем Черняковым над этим альбомом работает гитарист Александр Венгеров («Рецитал»). Сергей Черняков входит в состав группы Игоря Лучина, которая называется «Стаж». Выходит альбом Игоря Лучина «Все перемелется». Игорь Лучин и группа «Стаж» начинают концертную деятельность.
2011 год. Сергей Анатольевич в составе группы «Стаж» Игоря Лучина продолжает активную концертную деятельность. Сергей выступил на ежегодном гитарном джеме в Брянске. Записывает несколько песен для Игоря Лучина. Также Сергей записал для группы «Белый Орел» партию барабанов к песне «Я иду».
2012 год. Сергей принял участие в первом мастер-классе молодого брянского проекта Guitar College. Записывает новую песню для группы «Белый Орел». Черняков принял участие в международном гитарном фестивале «Гитара для тебя», г. Брянск ДДЮТ им. Ю. А. Гагарина. Сергей принимает приглашение от «Шестеро молодых» и начинает выступать с ними. Сергей Черняков начинает работу над своим сольным проектом «Черняков», вместе с ним работает талантливый бас-гитарист Артур Марзоев и звукорежиссёр Юрий Плетнев.
Накануне 20 февраля 2018 года тело барабанщика нашли соседи, заглянувшие в открытую дверь его квартиры. На место обнаружения тела выезжала следственно-оперативная группа, так как «было подозрение», что Чернякова могли убить — на его теле и голове были обнаружены ушибы. Полицейские не исключают, что труп музыканта пролежал в квартире не один день.

## Группы
- «Стожары» (1975—1977)
- «Романтики»
- «Рок-марафон»
- «Лейся, песня» (1982—1984)
- «Альфа» (1985—1986)
- «Черный Кофе» (1986—1988)
- «Рандеву» (1989)
- Ольга Кормухина (1990)
- «Crash» (1995)
- «Черняков Band» (2004)
- «Old peppers» (2004—2005)
- «Куприянов» (2007—2008)
- Игорь Лучин и группа «Стаж» (2010—2011)
- «Шестеро молодых» (2012—2018)
- «Черняков» (2012—2018)

## Дискография
- 1983 — «Радио — лучше всего»;
- 1984/1986 — «Светлый металл»;
- 1987 — «Чёрный кофе»;
- 1987 — «Переступи порог»;
- 1989 — «Талисман»;
- 1996 — «Up To The Limit»;
- 2004 — «Old peppers»;
- 2005 — «Самолет летит в Россию»;
- 2008 — «Дым над Москвой»;
- 2009 — «Мы еще живы»;
- 2010 — «Все перемелется»